# Ludwigswinkel
Ludwigswinkel là một đô thị ở huyện Südwestpfalz thuộc bang Rhineland-Palatinate, Đức, gần biên giới với Pháp. Thị xã lớn gần nhất là Pirmasens.